# Hasan al-Hudaibi

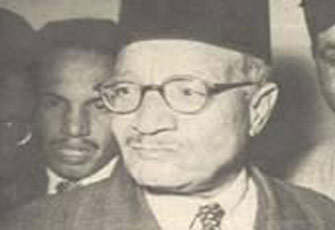
Hasan al-Hudaibi

Hasan al-Hudaibi (arabisch حسن الهضيبي, DMG Ḥasan al-Huḍaibī – auch Hudaybi, Hodaiby; * 1891 Arab as-Sawaliha, Ägypten; † 11. November 1973 in Kairo) war ein ägyptischer Richter, 1950–1973 Generallenker der ägyptischen Muslimbrüder, unter der Präsidentschaft Gamal Abdel Nassers mehrmals in Haft. In seinem Buch „Missionare, nicht Richter“ antwortete er 1969 auf die Lehren von Sayyid Qutb und wendete sich gegen Tendenzen zur weiteren Radikalisierung der Organisation.
Nach ihm übernahm Umar at-Tilimsani bis zu seinem Tode 1986 die Führung der Muslimbrüder. Hasan al-Hudaibis Sohn Mamun al-Hudaibi war von 2002 bis zu seinem Tode 2004 Generallenker der Muslimbruderschaft.